# Patrick Macnee
Patrick Macnee, född 6 februari 1922 i Paddington i London, död 25 juni 2015 i Rancho Mirage i Kalifornien, var en brittisk-amerikansk skådespelare, mest känd för rollen som John Steed i TV-serien The Avengers.

## Biografi
Macnee föddes som andra sonen till hästtränaren Daniel "Shrimp" Macnee och hans fru Dorothea. Föräldrarna skilde sig när modern kom ut som homosexuell och flyttade ihop med en kvinna som Macnee i sina memoarer kallar "Farbror Evelyn" och som hjälpte till att betala för hans skolgång.
Han utbildades vid Eton College, blev löjtnant i brittiska flottan och fick medaljen Atlantic Star för sin tjänstgöring under andra världskriget. Efter att ha skådespelat lite smått i Kanada, fick Macnee mindre roller i några filmer, till exempel som statist Laurence Oliviers Hamlet (1948).
Macnee tog ledigt från skådespelandet och arbetade som en av producenterna bakom dokumentärserien The Valiant Years, som var baserade på Winston Churchills memoarer från andra världskriget.
Macnee blev amerikansk medborgare 1959.

### The Avengers
Den brittiska agent-TV-serien The Avengers började sändas 1961 och var egentligen tänkt att fokusera på Ian Hendrys rollfigur Dr. David Keel, medan Macnees rollfigur John Steed var hans assistent. När Hendry slutade efter första säsongen ändrades fokuset till Macnee, som fick en hel serie olika kvinnliga hjälpredor (inklusive Honor Blackman, Diana Rigg, och slutligen Linda Thorson. Serien sändes till 1969, men återupplivades 1976-77, återigen med Macnee i centrum. Originalserien, där Macnee bar en gentlemannalook med plommonstop och paraply, sändes i över 90 länder, gjordes om till romaner, och senare en långfilm (Hämnarna).

### Andra roller
Macnee har medverkat i Spinal Tap, The Howling och flera andra kultfilmer. Macnee spelade mot Roger Moore i James Bond-filmen Levande måltavla, samt i TV-serierna Alias Smith & Jones, Mord och inga visor, The outer limits, Par i hjärter, Battlestar Galactica, Columbo, Mord, mina herrar med flera.
1984 medverkade Macnee i ett avsnitt av Magnum som en pensionerad brittisk agent som tror att han är Sherlock Holmes (säsong 4: "Holmes is Where the Heart is"). Macnee har spelat både Holmes och Dr Watson flera gånger.
Macnee har även vart verksam som röstskådespelare och inläsare av talböcker, framför allt Jack Higgins böcker.

### Död
Macnee avled den 25 juni 2015 i sitt hem i Rancho Mirage i Kalifornien.